# Hochschule für angewandte Wissenschaften München
Die Hochschule für angewandte Wissenschaften München, meist kurz Hochschule München oder HM genannt (bis 2007: Fachhochschule München), ist eine der 15 Hochschulen Münchens. Sie ist mit rund 19.000 Studierenden die größte Fachhochschule in Bayern und eine der größten Deutschlands.

## Überblick

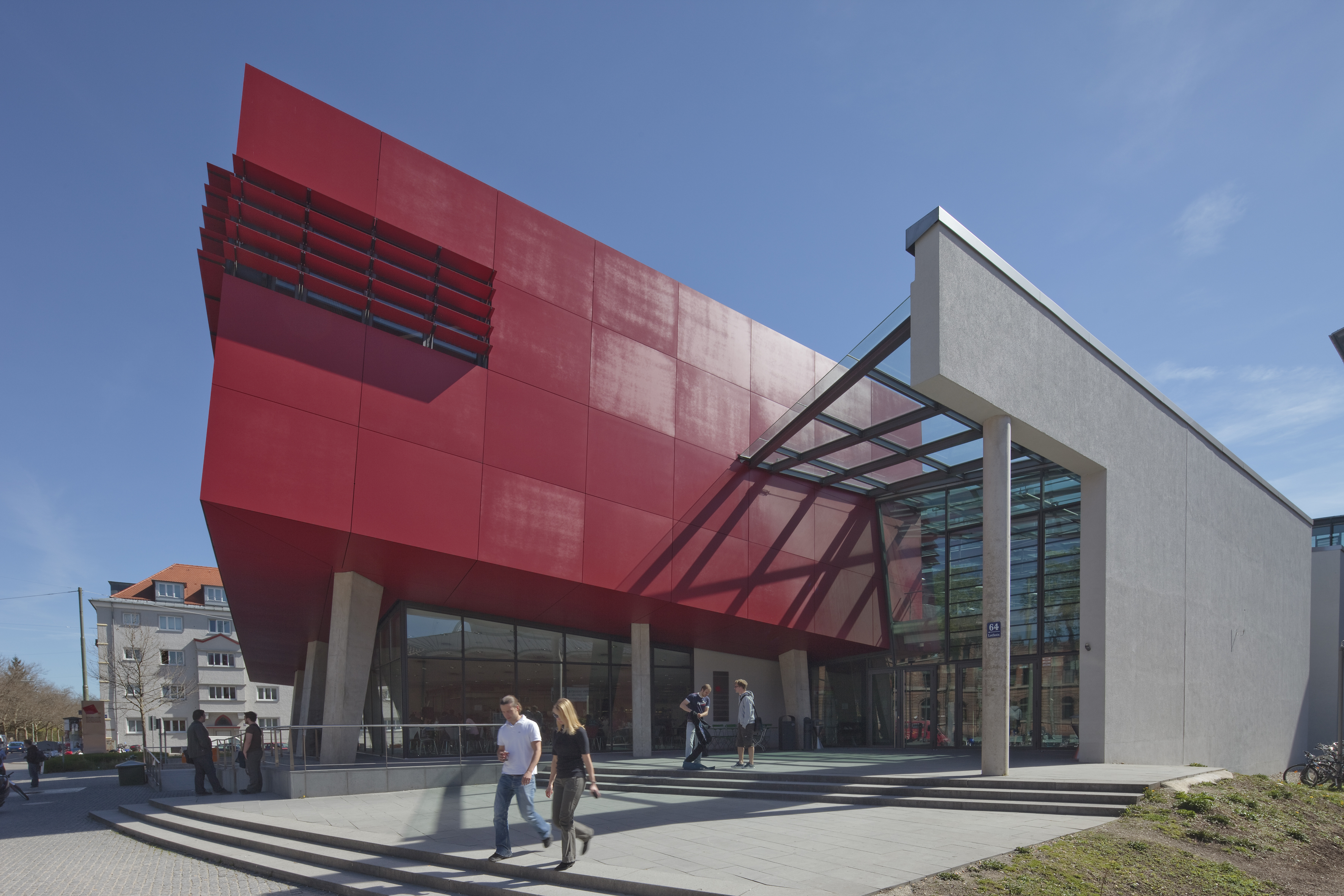
„Roter Würfel“ in der Lothstraße 64

Im Wintersemester 2023/24 waren an der Hochschule München 18.791 Studierende eingeschrieben (40,5 % weiblich, 59,5 % männlich). An ihren 14 Fakultäten sind 531 Professuren verzeichnet.
Die Hochschule hat 100 Studiengänge in den Bereichen Natur-/Ingenieurwissenschaften, Wirtschaft, Sozialwesen und Design.
Sie ist über mehrere Standorte verteilt. Neben dem Hauptkomplex an der Lothstraße/Dachauer Straße gibt es die Standorte Pasing und Karlstraße.

## Geschichte

### Vorgeschichte
Die älteste der Gründungsinstitutionen der Fachhochschule München war die Staatsbauschule München. Ihrer Vorgängerinstitution, die Königliche Baugewerkschule in München, ging ab 1821 aus dem bauhandwerklichen Unterricht Hermann Mitterers an der Münchner Feiertagsschule hervor. Sie war nach ihrer formalen Ausgründung im April 1823 unter Gustav Vorherr die erste Lehranstalt für Bauhandwerker im deutschen Sprachraum. Anders als an der zu diesem Zeitpunkt bereits existierenden Pariser École polytechnique und der Berliner Bauakademie wurde hier ein modernes, primär an den örtlichen Notwendigkeiten orientiertes Bauwesen gelehrt, das auch den bis dahin vernachlässigten ländlichen Raum einbezog.
Im Zuge der Novemberrevolution änderte sich der Name 1918 in Staatliche Bauschule München, später Staatsbauschule. Eine strukturelle Veränderung war damit nicht verbunden. Bereits vor der Machtübernahme griffen die Nationalsozialisten die Leitung der Staatsbauschule massiv an. 1946 wurde der NS-Verfolgte Max Stiehle zum Direktor der Staatsbauschule ernannt.
Auf das Jahr 1924 ging die Höhere Technische Lehranstalt der Stadt München zurück. Sie kam 1935 unter die Leitung des Nationalsozialisten Gebhard Himmler. Unliebsame Dozenten wurden teils formal entlassen oder hinausgedrängt, es kam auch zu Verhaftungen. Bei Kriegsende waren viele der Gebäude der Vorgängerinstitute zerstört. In der Zeit des Nationalsozialismus als „Ingenieurschule der Hauptstadt der Bewegung“ bezeichnet, wurde sie 1946 in Oskar-von-Miller-Polytechnikum umbenannt.
1956 genehmigte die staatliche bayerische Schulaufsicht eine private technische Lehranstalt unter Leitung von Horst-Dietrich Bohne. Ab 1958 war sie eine Höhere Technische Lehranstalt (abgekürzt HTL), an der bereits elektronisches Rechnen in den Unterricht aufgenommen wurde. Sie umfasste die Fachrichtungen Flugzeugbau, Kraftfahrzeugbau und Wirtschaftstechnik. Mit Letzterem war das Tätigkeitsfeld der Wirtschaftsingenieure beschrieben. 1967 wurde die HTL im Zuge der Übernahme durch einen Schulträgerverein in Ingenieurschule Bohne umbenannt. Den Mitgliedern der Flugtechnischen Gruppe der Ingenieurschule Bohne standen in Fürstenfeldbruck und Bad Tölz Flugzeuge für den Flugunterricht zur Verfügung.
Vorläuferinstitutionen der HM waren darüber hinaus auch die Höhere Fachschule für Jugend- und Sozialarbeit (gegründet 1919), die Abteilung für Gebrauchsgraphik der Akademie für das Graphische Gewerbe (gegründet 1907/1927), die Höhere Fachschule für Jugendleiterinnen (gegründet 1936) und die Höhere Wirtschaftsfachschule München (gegründet 1962).

### FH München
Die Fachhochschule München wurde am 1. August 1971 infolge des neu eingeführten Fachhochschulgesetzes als Nachfolger dieser Ingenieurschulen und einiger höherer Fachschulen gegründet. Wie damals üblich, wurden die vorhandenen Ausbildungseinrichtungen zu einer FH zusammengefasst. Im Einzelnen waren dies:
- das städtische Oskar-von-Miller-Polytechnikum
- die Staatsbauschule München, Akademie für Bautechnik
- die Höhere Wirtschaftsfachschule München
- die Ingenieurschule Bohne
- die Höhere Fachschule für Jugend- und Sozialarbeit
- die Höhere Fachschule für Sozialpädagogik
- die Abteilung für Gebrauchsgraphik der Akademie für das Graphische Gewerbe

2003 wurde die Fotografie-Ausbildung der Staatlichen Fachakademie für Fotodesign München in den Fachbereich 12 Gestaltung eingegliedert und 2004 die Akademie endgültig aufgelöst.
Seit 2007 wurde die Fachhochschule München mehrmals umbenannt:
- Im Oktober 2007 wurde sie zur „Hochschule für angewandte Wissenschaften – FH München“, kurz: „Hochschule München“ bzw. „HM“.[7]
- 2011 wurde der Zusatz „Fachhochschule“ gestrichen und „Hochschule für angewandte Wissenschaften München“ als Name festgelegt.[8] Der rechtliche Status als Fachhochschule blieb jedoch erhalten.[9]

## Organisation
Martin Leitner wurde 2016 zum Präsidenten der Hochschule München gewählt und für eine zweite Amtszeit ab 2020 wiedergewählt.
Zum Präsidium (Hochschulleitung) gehören die drei Vizepräsidenten Klaus Kreulich (zuständig für Lehre), Sonja Munz (zuständig für Forschung) und Thomas Stumpp (zuständig für Wirtschaft) sowie der Kanzler Jörg Finger (zuständig unter anderem für Leitung der Verwaltung, Rechtsangelegenheiten, den Haushalt und Bauangelegenheiten).
Zusammen mit dem Präsidium entscheiden die zentralen Organe (Hochschulrat, Senat, Erweiterte Hochschulleitung und Fakultätsrat) über Hochschulfragen und staatliche Angelegenheiten.

## Fakultäten
Die Bezeichnung Fakultäten wird erst seit dem Jahr 2005 verwendet, vorher lautete die Bezeichnung Fachbereich. Die Hochschule ist mit Stand von 2021 in 14 Fakultäten (FK) und eine Studienfakultät untergliedert:
- Fakultät 01 Architektur
- Fakultät 02 Bauingenieurwesen
- Fakultät 03 Maschinenbau, Fahrzeugtechnik, Flugzeugtechnik
- Fakultät 04 Elektrotechnik und Informationstechnik
- Fakultät 05 Technische Systeme, Prozesse und Kommunikation (bis 2022 „Versorgungs- und Gebäudetechnik, Verfahrenstechnik Papier und Verpackung, Druck- und Medientechnik“)
- Fakultät 06 Angewandte Naturwissenschaften und Mechatronik
- Fakultät 07 Informatik, Mathematik
- Fakultät 08 Geoinformation
- Fakultät 09 Wirtschaftsingenieurwesen
- Fakultät 10 HM Business School
- Fakultät 11 Angewandte Sozialwissenschaften
- Fakultät 12 Design
- Fakultät 13 Studium generale und Interdisziplinäre Studien
- Fakultät 14 Tourismus
- Studienfakultät Munich Center for Digital Sciences and AI (MUC.DAI)[10]

Die Fakultät 13 ist eine Besonderheit der Hochschule München: Sie bietet allgemeinwissenschaftliche Wahlpflichtfächer an, von denen alle Studierenden im Verlauf des Studiums eine bestimmte Anzahl zu belegen haben und hat nur zwei eigene Studiengänge (B. A. Internationales Projektmanagement und M. A. Interkulturelle Kommunikation und Kooperation).

## Hochschulranking
Die Hochschule München und ihr Strascheg Center for Entrepreneurship (SCE) belegt regelmäßig in der Studie Gründungsradar Spitzenplätze. Das Ranking stellt dar, an welchen Hochschulen Gründungsförderung besonders gut etabliert ist. In der Kategorie „Große Hochschulen“ (über 15.000 Studierende) erreichte die HM Platz 1 jeweils in 2012, 2016, 2022 und 2025. Im Gründungsradar 2025 hatte sie mit 58,8 von 60 Punkten erneut die höchste Punktzahl aller teilnehmenden Hochschulen.
In einem gemeinsamen Ranking von Wirtschaftswoche und Universum belegte die Hochschule München 2020 in sechs Fächern, für die die Hochschulen für angewandte Wissenschaften bewertet wurden, dreimal Platz 1, zweimal Platz 2 und einmal Platz 3. Damit schneidet die Hochschule München als beste aller deutschen Hochschulen für angewandte Wissenschaften ab.
Bei dem internationalen Hochschulranking U-Multirank erreichte die Hochschule München im Jahr 2021 sechs Mal die Bestnote.
Seit Juli 2011 zählt die Hochschule München zu einer der Top-3 EXIST-Gründerhochschulen in Deutschland und hat dadurch Zugang zu Fördergeldern in Millionenhöhe für die Unterstützung studentischer Unternehmensgründungen. Die Gründungsförderung erfolgt gemeinsam mit dem An-Institut „Strascheg Center for Entrepreneurship“.

## Standorte
Die Hochschule München hat drei Standorte: Campus Lothstraße (Lage), Campus Pasing (Lage) und Campus Karlstraße (Lage). Zum Campus Lothstraße werden außerdem das neue Gebäude der Fakultät für Design in der Lothstraße und die Fakultät für Tourismus in der Schachenmeierstraße (Lage) gezählt.

### Campus Lothstraße
- ca. 11.800 Studierende
- Hochschulleitung
- Verwaltung
- Weiterbildungszentrum
- Fakultät für Maschinenbau, Fahrzeugtechnik, Flugzeugtechnik
- Fakultät für Elektrotechnik und Informationstechnik
- Fakultät für Technische Systeme, Prozesse und Kommunikation
- Fakultät für Angewandte Naturwissenschaften und Mechatronik
- Fakultät für Informatik und Mathematik
- Fakultät für Wirtschaftsingenieurwesen
- Fakultät für Design (Lothstraße)
- Fakultät für Studium Generale und Interdisziplinäre Studien
- Fakultät für Tourismus (Schachenmeierstraße)

### Campus Pasing
- ca. 4.200 Studierende
- HM Business School
- Fakultät für Angewandte Sozialwissenschaften

### Campus Karlstraße
- ca. 1.900 Studierende
- Fakultät für Architektur
- Fakultät für Bauingenieurwesen
- Fakultät für Geoinformation

## Bibliothek
Die Hochschulbibliothek ist auf drei Standorte verteilt, in denen die jeweiligen Fachbücher der dazugehörigen Fakultäten zu finden sind. Der Gesamtbestand beläuft sich auf ca. 320.000 Printmedien und 512 laufende Print-Zeitschriftentitel, zu über 95 % in Freihandaufstellung. Daneben werden für Hochschulangehörige noch ca. 140.000 E-Books und 45.000 E-Journals angeboten.

## Forschung
Die Hochschule München ist auf Landes- und Bundesebene sowie auf europäischer Ebene mit einer Vielzahl von Forschungsprojekten vertreten und betreibt selbst mehrere Forschungsinstitute:
Forschungsinstitute der Hochschule München:
- Institut für Material- und Bauforschung (IMB)
- Institut für energieeffiziente Gebäude und Quartiere (CENERGIE)
- Institut für nachhaltige Energiesysteme (ISES)
- Institut für Anwendungen des maschinellen Lernens und intelligenter Systeme (IAMLIS)
- Forschungsinstitut für Soziales, Gesundheit und Bildung (SHE:RC)
- Institut für Mensch und Mobilität (IMM)

## Promotion
Neben einer kooperativen Promotion unter Einbeziehung einer Universität gibt es die Option einer eigenständigen Promotion an einem der mittlerweile sieben Promotionszentren der Hochschule München. Eigenständige Promotionen sind in den Fachbereichen möglich, für die der HM das Promotionsrecht verliehen wurde oder in denen die HM an Promotionszentren an anderen HAWs beteiligt ist. Dies sind Bauwesen, Wirtschaftswissenschaften, Energietechnik, Informatik, Technische Physik, Materialien- und Produktionstechnik sowie Sozial- und Gesundheitswissenschaften.
Die Graduate School unterstützt Promovenden in der Anbahnungsphase und während der Promotion.

## Bekannte Angehörige

### Präsidenten
- Karl Hammer, Physiker, Gründungspräsident 1971, vorher Direktor des Oskar-von-Miller-Polytechnikums
- Heinrich Lang, erster gewählter Präsident 1972–1974
- Karl Rüger, kommissarischer Präsident 1974–1976
- Walther Keßler (1930–2006), Präsident 1976–1994, langjähriger Vorsitzender der Fachhochschulrektorenkonferenz und der erste stellvertretende Vorsitzende der Westdeutschen Rektorenkonferenz, der von einer Fachhochschule kam
- Gerhard Röhrl, Präsident 1994–2000, verwirklichte im Jahr 2000 den ersten „Master of Science“ an der HM
- Marion Schick (* 1958), Präsidentin 2000–2009, Vorstandsmitglied der Fraunhofer-Gesellschaft, Ministerin für Kultus, Jugend und Sport des Landes Baden-Württemberg, Vorstandsmitglied der Deutsche Telekom AG
- Michael Kortstock (* 1954), Ingenieur, Präsident 2009–2016
- Martin Leitner (* 1959), Mathematiker, Präsident 2016–

### Ehemalige Studierende
- Peter Druschel (* 1959), Gründungsdirektor des Max-Planck-Instituts für Softwaresysteme in Saarbrücken
- Florian Eckert (* 1979), Skirennläufer, Student Feinwerktechnik
- Günter Freiherr von Gravenreuth (1948–2010), Rechtsanwalt, Erststudium Maschinenbau
- Rupprecht Geiger (1908–2009), Kunstmaler, Architekt
- Matthias Haber (* 1976), Architekt und Hochschullehrer
- Anton Joachimsthaler (* 1930), Historiker
- Bernd Jungbauer (* 1958), Architekt
- Michael Käfer (* 1958), Gastronom und Unternehmer
- Claudia Köhler (* 1966), Mitglied des Bayerischen Landtags
- Walter E. Lautenbacher (1920–2000), Begründer des BFF und des Berufsstands des Fotodesigners, Studium an Vorgängereinrichtung
- Hermann G. Meier (* 1939), Bauingenieur und Unternehmer
- Hep Monatzeder (* 1951), 3. Bürgermeister der Landeshauptstadt München
- Matthias Müller (* 1953), ehemaliger Vorstandsvorsitzender Porsche AG
- Willy Rampf (* 1953), Technischer Direktor des Formel-1-Teams BMW Sauber F1
- Heinz Richter (1909–1971), Entwicklungsingenieur und Fachbuchautor
- Norbert Reithofer (* 1956), Vorstandsvorsitzender BMW AG
- Peter Schwarzenbauer (* 1959), Vorstand des Ressorts Mini, Rolls-Royce und Aftersales der BMW AG
- Dominikus Stark (* 1973), Architekt
- Juergen Teller (* 1964), Fotograf, Studium an der Fachakademie für Fotodesign, einer Vorgängereinrichtung
- Alexander Tochtermann (* 1984), Architekt und Hochschullehrer
- Innegrit Volkhardt (* 1965), Hotelierin Bayerischer Hof, München

### Lehrende (auch ehemalige)
- Fritz Auer (* 1933), Professor für Baukonstruktion, Fakultät Architektur
- Franz Xaver Baier (* 1953), Professor für Art + Design Research, Fakultät für Architektur
- Hubert Caspari (1926–2004), Professor für Architektur und ehemaliger Dekan (1980–1991)
- Georg Heinrich Emmerich (1870–1923), Professor für Lichtbildkunst, Vorgängereinrichtung
- Hermann Englberger (* 1972), Professor für Strategie und Dekan der Fakultät Wirtschaftsingenieurwesen
- Werner Fauser (1928–2022), Professor für Architektur
- Jürgen Faust (* 1955), Professor für Mediendesign
- Markus Frenzl (* 1970), Professor für Design- und Medientheorie
- Axel Frühauf (* 1977), Lehrbeauftragter für Architektur
- Michael Gaenssler (* 1942), Professor für Architektur und ehemaliger Dekan (1998–2007)
- Joachim Häcker (* 1968), Professor für Corporate Finance
- Jörg Homeier (1942–2019), Professor für Baukonstruktion und Entwerfen
- Andreas Hild (* 1961), Architekt und Universitätsprofessor, Vertretungsprofessor (1999–2001)
- Gebhard Ludwig Himmler (1898–1982), tätig am späteren Oskar-von-Miller-Polytechnikum, übernahm ab 11/1935 dessen Leitung
- Uwe Kiessler (1937–2025), Professor für Architektur
- Herbert Kriegisch (1930–2011), Professor für Architektur und ehemaliger Dekan
- Silke Langenberg (* 1974), ehemalige Professorin für Bauen im Bestand, Denkmalpflege und Bauaufnahme
- Ulrich Linse (* 1939), Professor für Zeitgeschichte
- Björn Martenson (* 1966), Professor für Architektur
- Andreas Meck (1959–2019), Lehrbeauftragter (1994–1998) und Professor für Baukonstruktion und Entwerfen (1998–2019) und ehemaliger Dekan (2013–2019)
- Rüdiger Möller (* 1940), Professor für Baukonstruktion und Entwerfen und ehemaliger Dekan (1991–1998)
- Sebastian Multerer (* 1979), Professor für Entwerfen und Bauen im Bestand (seit WS 2025/26)
- Georg Nemetschek (* 1934), Professor für Bauingenieurwesen, Gründer des Bausoftwareunternehmens Nemetschek AG
- Heinrich Netz (1896–1983), tätig am Oskar von Miller-Polytechnikum, später Rektor der TU München
- Thomas Neumann (* 1973), Professor für Architektur
- Jürgen Plate (ca. 1953–2018), Professor für Informatik
- Steve Strupeit (* 1980), Professor der Pflegewissenschaft
- Joseph Suder (1892–1980), Gründer von Chor und Orchester des Oskar von Miller-Polytechnikums, einer Vorgängereinrichtung der Hochschule München
- Dominikus Stark (* 1973), Gastprofessor für Entwerfen und Baukonstruktion
- Doris Thut (* 1945), Professor für Entwerfen und Baukonstruktion
- Gunther Wawrik (1930–2023), Professor für Architektur

## Sonstiges

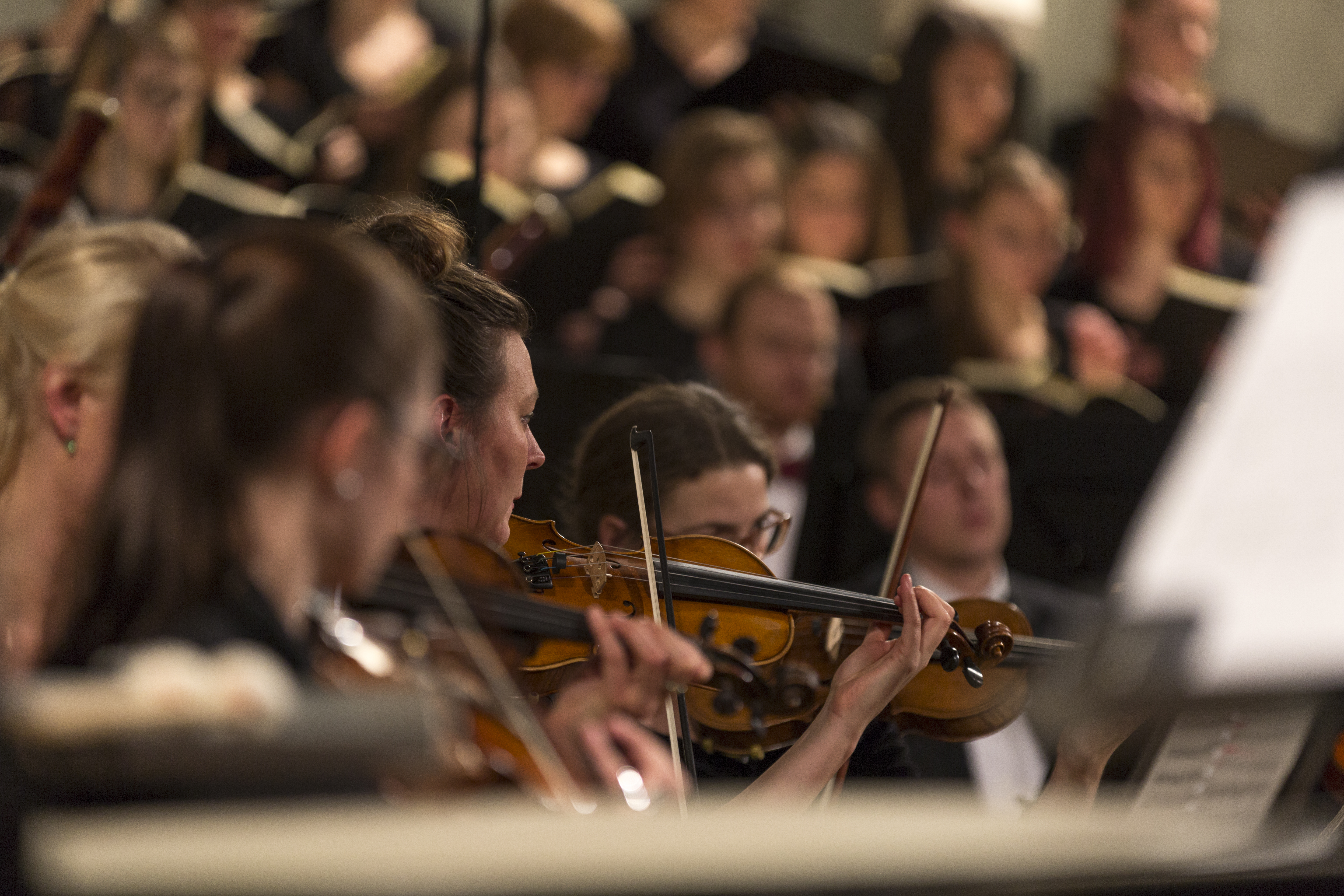
Violinistinnen beim Winterkonzert 2016 des Chors und Orchesters der Hochschule für angewandte Wissenschaften München

Das Rennteam der Hochschule, municHMotorsport, wurde 2005 gegründet und hatte mit Stand von 2018 rund 120 Mitglieder. Es nimmt jährlich an mehreren Events teil, unter anderem an der Formula Student.
Außerdem findet jedes Jahr die HOKO-Hochschulkontaktmesse, eine drei-tägige Karrieremesse mit 300 teilnehmenden Unternehmen und 15.000 Besuchern, am Campus der Lothstraße statt. Die Messe wird von 26 Studierenden der Hochschule ehrenamtlich organisiert und ist eine der erfolgreichsten Karrieremessen Deutschlands.
Die Hochschule hat eigene Musikensembles, die Events und Ereignisse im Hochschulleben begleiten.
Mex – Marketing Exchange e. V. ist eine Studierendeninitiative, die sich mit Projekten der marktorientierten Unternehmensführung beschäftigt und den Austausch zwischen Unternehmen und der Hochschule fördern will.